# 应仲树
应仲树（1962年—），汉族，中华人民共和国政治人物、第十一届全国政协委员。
担任仪邦集团董事局主席。2008年，当选第十一届全国政协委员，代表经济界，分入第三十七组。并担任经济委员会专委。